# Standarddeckungsbeitrag
Standarddeckungsbeitrag ist ein Begriff aus dem Klassifizierungssystem für landwirtschaftliche Betriebe in der Europäischen Gemeinschaft. Seine Definition findet sich in Artikel 1 der Entscheidung 78/463 der Kommission.

## Definition
Gemäß Artikel 1, Buchstabe d) der Entscheidung 78/463 der Kommission ist der Standarddeckungsbeitrag "der Unterschied zwischen dem Standardproduktionswert und dem Standardbetrag bestimmter Spezialkosten. Dieser Unterschied wird für jede Region angegeben und für jeden Betriebszweig bestimmt ; bei den pflanzlichen Betriebszweigen wird er je Hektar landwirtschaftlich genutzte Fläche, bei den tierischen je Stück Vieh angewandt."

## Erläuterung
Da es sich um eine wirtschaftliche Größe handelt, wird der Standarddeckungsbeitrag in Euro ausgedrückt. Vor der Euro-Einführung wurde dafür die Maßeinheit "Europäischen Rechnungseinheiten" verwendet.
Der Standarddeckungsbeitrag ist Grundlage für die Bestimmung der "betriebswirtschaftlichen Ausrichtung" und der "wirtschaftlichen Betriebsgrösse" (beides sind Begriffe, die ebenfalls in Artikel 1 oben genannten Entscheidung definiert werden). Die betriebswirtschaftlichen Ausrichtung beschreibt die Spezialisierung eines landwirtschaftlichen Betriebs. Die wirtschaftliche Betriebsgröße wird in Europäischen Größeneinheiten ausgedrückt. Landwirtschaftliche Betriebe können damit in Klassen eingeteilt werden. Ziel der Klassifizierung ist es, landwirtschaftliche Betriebe unabhängig von ihrer geografischen Lage oder ihrer Fläche vergleichen zu können. Um dieses Ziel zu erreichen, weist man einzelnen geografischen Regionen unterschiedliche Standarddeckungsbeiträge zu und es müssen die Standarddeckungsbeiträge im Laufe der Zeit angepasst werden. Die Einteilung in Regionen ist innerhalb der Europäischen Union sehr unterschiedlich. Deutschland ist in über 30 Regionen eingeteilt. Andere Länder der Europäischen Union gelten als 1 Region.

## Hinweis zu Eurostat
In den Statistiken von Eurostat taucht die Abkürzung SGM auf. Dies steht für Standard Gross Margin. In der Concepts and Definitions Database (CODED) von Eurostat wird SGM mit SDB (Standarddeckungsbeitrag) übersetzt. Da er in den Tabellen aber in der Einheit ESU (European Size Units) und nicht in EUR (Euro) aufgeführt wird, wäre die Bezeichnung wirtschaftliche Betriebsgrösse wohl passender.